# Pointis-de-Rivière
 Pointis-de-Rivière  là một xã thuộc tỉnh Haute-Garonne trong vùng Occitanie tây nam nước Pháp. Xã này nằm ở khu vực có độ cao trung bình 409 mét trên mực nước biển.